# Love Explosion
Love Explosion (с англ. — «Взрыв любви») — четвёртый сольный альбом американской певицы Тины Тёрнер, выпущенный в марте 1979 года на лейбле EMI в Великобритании, Ariola Records в Западной Германии и United Artists в США. Это был её второй сольный альбом, который был выпущен после того, как она ушла от мужа Айка Тернера. На альбоме заметно влияние фанка и диско.

## Об альбоме
Альбом был записан в Европе и продюсирован одним из ведущих людей французского диско в то время, Алеком Костандиносом, который работал с такими группами, как Love & Kisses и Cerrone, а также появился в саундтреке к фильму 1978 года «Слава Богу, сегодня пятница». Love Explosion и три его сингла, «Music Keeps Me Dancin’», «Love Explosion» и «Backstabbers», не имели успеха на американских и европейских чартах. Альбом не получил никаких сертификаций, и лейблы приняли решение расстаться с артисткой.
Трек-лист альбома также включает в себя две проникновенные баллады «I See Home» и «Just A Little Lovin’», которые изначально записывались Дасти Спрингфилд на ее альбоме 1969 года Dusty in Memphis. Альбом, как и предыдущий, был переиздан на CD лейблом EMI в начале 1990-х годов, но в настоящее время не распространяется.

## Список композиций
| №  | Название                     | Автор(ы)                                    | Длительность |
| -- | ---------------------------- | ------------------------------------------- | ------------ |
| 1. | «Love Explosion»             | Lenny Macaluso, Pat Summerson               | 5:55         |
| 2. | «Fool For Your Love»         | Leo Sayer, Michael Omartian                 | 3:24         |
| 3. | «Sunset on Sunset»           | Billy Livsey, David Courtney, Richard Niles | 3:35         |
| 4. | «Music Keeps Me Dancin’»     | Lenny Macaluso, Pat Summerson               | 3:49         |
| 5. | «I See Home»                 | Allee Willis, David Lasley                  | 5:19         |
| 6. | «Back Stabbers»              | Leon Huff, Gene McFadden, John Whitehead    | 3:34         |
| 7. | «Just a Little Lovin’»       | Barry Mann, Cynthia Weil                    | 3:12         |
| 8. | «You Got What I’m Gonna Get» | Chris Bennett, Molly Ann Leikin             | 3:08         |
| 9. | «On the Radio»               | Victor Carstarphen                          | 3:49         |